# Astragalus askius
Astragalus askius är en ärtväxtart som beskrevs av Aleksandr Andrejevitj Bunge. Astragalus askius ingår i släktet vedlar, och familjen ärtväxter. Inga underarter finns listade i Catalogue of Life.